# Protapion trifolii
Protapion trifolii is een keversoort behorend tot de spitsmuisjes. Volwassen dieren komen met name voor tussen mei en september.

## Kenmerken
Hij heeft een lichaamslengte an 1,7 tot 2,1 mm. Het lichaam, antennes en tarsi zijn zwart. De femora zijn geel-roodachtig. De middelste en achterste tibiae zijn zwart of donkerbruin; voorste scheenbeen is lichter.

## Verspreiding
Protapion trifolii is een Europese soort.